# Dardanos (fils de Zeus)
Pour les articles homonymes, voir Dardanos.
Dans la mythologie grecque, Dardanos (en grec ancien Δάρδανος / Dárdanos) ou Dardanus (en latin Dardanus) est le héros éponyme des deux Dardanies. Il est le fils de Zeus et de la pléiade Électre et le frère de Iasion. Plusieurs lieux de naissance lui sont assignés : l'Arcadie, l'Hespérie et l'île de Samothrace.

## Mythe
Chez Denys d'Halicarnasse, Dardanos aurait épousé en premières noces Chrysé, dont il aurait eu plusieurs fils. Mais cette tradition est par ailleurs inconnue, et d'après le récit plus célèbre du pseudo-Apollodore, Dardanos, en provenance de Samothrace, s'établit en Troade, où il épouse Batia, la fille du roi local Teucros, qui chez Eustathe de Thessalonique s'appelle Myrina. Il fonde alors sur l'Hellespont (actuel détroit des Dardanelles) la ville de Dardanie et est à l’origine du peuple des « Dardaniens ». Il est le père d'Ilos et d'Érichthonios. Ilos est son successeur, mais il meurt sans enfant ; Érichthonios monte sur le trône et ses descendants sont à l’origine de la ville de Troie et de sa dynastie royale.
Jean Philopon, dans Commentaire sur l’Isagogê de Nicomaque de Gérase, résume Aristote à travers le traité d’Aristoclès Sur la philosophie :
« Il faut savoir, en effet, que l'humanité périt de façon diverse : par la peste, la famine, les séismes, la guerre, cent variétés de maladies, et par d'autres causes encore, mais surtout par des déluges massifs, comme celui par exemple qui, selon la légende, eut lieu sous Deucalion, et qui fut terrible, sans pourtant avoir fait périr tous les hommes. Car les pâtres, et tous ceux qui vivent sur les montagnes ou sur leurs pentes, échappent au cataclysme, tandis que les plaines sont submergées avec tous ceux qui y habitent. C'est ainsi du moins qu'on raconte que Dardanos fut sauvé du déluge après avoir nagé de Samothrace au pays qui, plus tard, fut nommé Troie… Là dessus, « par l'inspiration d'Athéna », ils inventèrent les arts, non pas seulement ceux qui se bornent à pourvoir aux nécessités de l'existence, mais ceux qui, poussant plus loin, contribuent l'organisation de la cité, aux lois et à tous les liens qui assemblent les parties d'une cité, à la noblesse et à l'ornement de la vie : et cette invention encore ils l'appelèrent « Sagesse » : c'est de cette sagesse que furent pourvus les Sept Sages, qui précisément inventèrent les vertus propres aux citoyens. »
D’après Virgile dans l'Énéide, son descendant Énée « voit » après la chute de Troie les Pénates qui lui disent de retourner fonder la nouvelle Troie au pays des origines de Dardanos, c’est-à-dire l'Hespérie (autrement dit l'Occident, qui, chez les auteurs antiques, peut désigner au choix la Dardanie européenne, le Sud de l'Italie, voire l'Ibérie).

## Interprétation platonicienne
Platon dans Les Lois, rappelle la fondation de la ville de Dardanie d’après l’Iliade d’Homère : elle aurait été fondée par Dardanos après son arrivée de l’île voisine de Samothrace, car les populations autochtones, les Dardes (Δάρδανοι), n’avaient jusqu’alors pas de villes et vivaient sur les pentes du mont Ida. 

## Sources
- Platon, Les Lois [détail des éditions] [lire en ligne] (Livre III, 702).
- Pseudo-Apollodore, Bibliothèque [détail des éditions] [lire en ligne] (III, 12, 1-2).
- Denys d'Halicarnasse, Antiquités romaines [détail des éditions] [lire en ligne] (I, 62).
- Homère, Iliade [détail des éditions] [lire en ligne] (Chant XX, 216).
- Virgile, Énéide [détail des éditions] [lire en ligne] (Chant III, 121-191).